# Je danse le mia
Singles de IAM
Donne-moi le micro
(1993) Le Feu
(1994)
Je danse le mia est une chanson d'IAM parue sur l'album Ombre est lumière (1993). C'est le deuxième single le plus vendu en France en 1994 derrière 7 Seconds de Neneh Cherry et Youssou N'Dour. Michel Gondry en a réalisé le clip. La chanson sample le titre Give Me the Night du guitariste et chanteur américain George Benson. 
La chanson évoque sur un ton ironique les soirées festives dans le Marseille des années 1980.
Durant plusieurs années, IAM n'a pas joué le morceau sur scène, notamment en raison de son succès : « On avait l’impression que Je danse le mia ne nous appartenait plus, que c’était un peu le morceau… du camping » expliquera Akhenaton. Et Shurik'n d'ajouter : « Ce n’était pas par haine du morceau. Je pense qu’on réagissait par rapport à quelque chose qui nous échappait, qu’on ne comprenait pas ». Le groupe rejouera finalement le morceau durant ses concerts à partir de 2017,.

## Analyse et description
Jean-Marie Jacono (maître de conférences à l’université de Provence) a proposé l'analyse suivante de cette chanson : elle « échappe à tous les repères musicaux connus. Ce n’est ni une chanson de rap habituelle, ni une chanson de danse même si elle évoque les soirées des boites de nuit marseillaises des années 1980. La musique y joue un rôle clé en débordant le sens du texte. Le sujet véritable de cette chanson n’est ni la danse, ni l’évocation des années 1980 mais la fuite du temps, qui est exprimée par des dimensions musicales ». Il précise qu'il n’existe aucune danse nommée « mia » à Marseille. « Ce terme a été inventé par IAM. Il représente l’anagramme du nom du groupe. C’est aussi le symbole du jeune marseillais typique des années 1980, amateur de Funk. C’est enfin le comportement de l’époque ».
De son côté, Akhenaton y voit un morceau « sociologique » : « C'est l'histoire d'une génération qui a vécu des soirées dans des boîtes alternatives parce que les boîtes officielles ne les laissaient pas rentrer. »

## Clip
Le clip de Je danse le mia a été réalisé par Michel Gondry. Le réalisateur imagine un effet de zoom calé sur la musique. Ce concept trouve son origine dans une référence littéraire : une nouvelle russe dans laquelle « un gars va voir un notaire et se visualise à chaque fois en train de passer le pont à 200 mètres plus loin, et une fois sur le pont en train de passer un chemin... Ce sont des choses que tu fais quand tu es enfant ou obsessif-compulsif. Et donc j'ai eu cette idée de faire ces zooms qui nous emmène à chaque fois dans le futur du clip. » La référence ne sera révélée au groupe IAM que 30 ans plus tard lors du tournage du documentaire Michel Gondry - Do It Yourself ! de François Nemeta.
Pour Akhenaton, le clip a permis aux gens non-issus de la culture hip hop ou funk de pouvoir comprendre ce qu'étaient les années 1980 pour une partie de la jeunesse.

## Classement et certification
| Classement (1994) | Meilleure position |
| ----------------- | ------------------ |
| France (SNEP)     | 1                  |

| Pays          | Certification | Date | Ventes  |
| ------------- | ------------- | ---- | ------- |
| France (SNEP) | Or            | 1994 | 250 000 |

## Adaptation cinématographique
Début 2019, l'hebdomadaire spécialisé Le Film français révèle un projet d'adaptation cinématographique de Je danse le mia. Le film, racontant le voyage temporel d’un rappeur marseillais des années 1980 propulsé en 2019, serait réalisé par Matt Alexander et co-écrit par Michaël Youn, avec Rayane Bensetti dans le rôle principal. 

#### Articles
- Jean-Marie Jacono, « Ce que révèle l’analyse musicale du rap : l’exemple de « Je Danse le Mia » d’IAM », Volume ! la revue des musiques populaires, vol. 3, no 2,‎ 2004 (DOI 10.4000/volume.1951)
- Marie Pujolas, « Les tubes de l'été : "Je danse le Mia" de IAM a popularisé le rap en France », sur Francetv.info, 24 juillet 2018
- « Ombre est lumière, les 25 ans », sur abcdr du son, 2018

#### Vidéos
- « Je danse le mia » [vidéo], sur ina.fr, Le cercle de minuit, France 2, 7 décembre 1993
- « Tube de l’été 1994, Je danse le mia », sur francetv, France 2, 22 juillet 2018